# Проект по динозаврам (Сино-Канадская экспедиция)
«Проект по динозаврам» (англ. Dinosaur Project) — палеонтологическая экспедиция 1986—1990 годов во внутренней Монголии, Северном Китае и Канаде под главенством Филиппа Карри. В ходе исследований была описана формация Шишугоу и открыты несколько неизвестных до тех пор динозавров, в частности Синраптор и Монолофозавр.

## Предыстория
В 1985 году представитель Института палеонтологии позвоночных и палеоантропологии с представителем Королевского Тирелловского палеонтологического музея подписали контракт. По соглашению 1985 снарядили палеонтологическую экспедицию. Поход должен был продлиться до 1990 года и затронуть Джунгарию, Бэдлэнды Альберты и Канадские Арктические острова.

## Поход
В 1986 члены двух организаций встретились в верхней Монголии, где начали изучение формации Шишугоу. В засушливой местности ученые нашли голотипы новых видов Mamenchisaurus sinocanadorum и Sinraptor dongi и Monolophosaurus. В верхней Монголии палеонтологи нашли гнездо овираптора с яйцами и скелеты Sinornithoides и Pinacosaurus.
В Канаде исследователи обнаружили следы крупного динозавра.
Научно-популярный журнал «New scientist» выслал своего корреспондента Иэна Андерсона в Китай для освещения событий.